# 十羰基二氢三锇
十羰基二氢三锇是有机锇化合物，化学式为H2Os3(CO)10。这个紫色晶状原子簇在空气中稳定，特别在于它是缺电子分子，因此能与各种基质加成。

## 结构和合成
三核原子簇呈等腰三角形，其中短边（rOs-Os = 2.68 Å）以两个氢配体联系，而长边的rOs-Os = 2.81 Å。它可以描述为Os(CO)4[Os(CO)3(μ-H)]2。Os2H2亞基的键合与乙硼烷的三中心两电子键类似。此分子能形成各种加成物，途中释出H2。
将H2输入Os3(CO)12的辛烷溶液（或其他沸点相近的惰性溶剂），即可制备此化合物。
Os3(CO)12 + H2 → Os3H2(CO)10 + 2 CO

## 反应
原子簇在温和条件下能与各种试剂反应。它与重氮甲烷生成Os3(CO)10(μ-H)(μ-CH3)的反应特别在于，此反应是第一个产生抓氢键的金属原子簇反应。